# Geothermischer Gradient

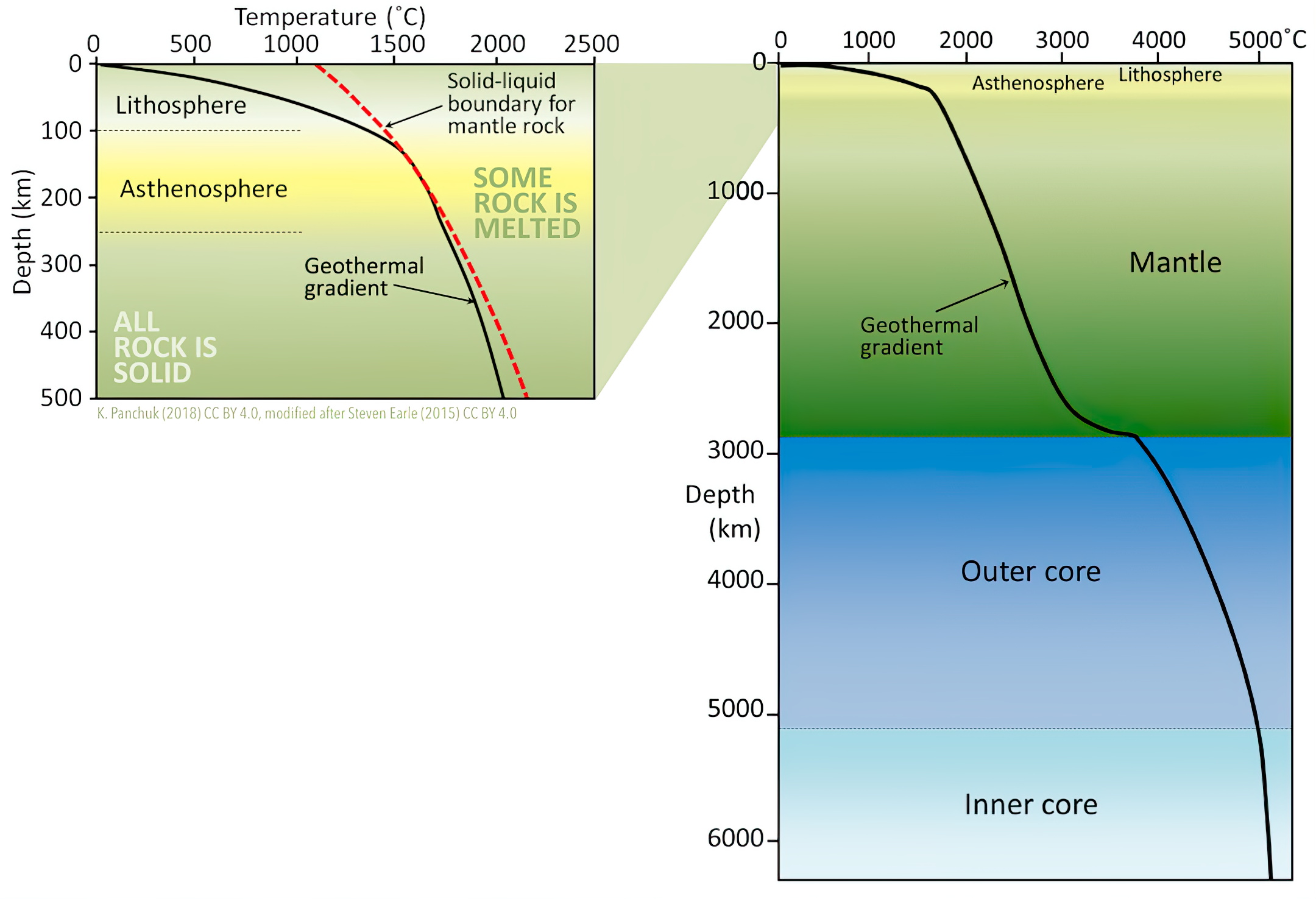
Temperaturprofil des Erdinneren. Die gestrichelte rote Linie im linken Teildiagramm zeigt die Schmelztemperatur des Gesteins des obersten Mantels in der jeweiligen Tiefe. Außer in der Asthenosphäre liegt die Gesteinstemperatur stets unterhalb der Schmelztemperatur. Im obersten Mantel und an der Kern-Mantel-Grenze ist der Gradient deutlich steiler.

Der geothermische Gradient beschreibt die Änderung der Temperatur mit zunehmender Tiefe im Erdreich. Sein Kehrwert ist die geothermische Tiefenstufe, die Tiefendifferenz, in der sich die Erdkruste um ein Kelvin erwärmt.

## Definition
Der geothermische Gradient ist ein Temperaturgradient, also ein Maß für die (infinitesimale) Temperaturänderung in Abhängigkeit von einer Strecke, im geowissenschaftlichen Sinne fast ausschließlich bezogen auf die Tiefe unterhalb der Erdoberfläche. Der Zusammenhang zwischen geothermischen Gradienten und geothermischer Tiefenstufe kann ausgedrückt werden als:
{\displaystyle {\text{Tiefenstufe}}={\frac {1}{\text{Temperaturgradient}}}}
Der geothermische Gradient wird oft mit dem Großbuchstaben Gamma {\displaystyle \Gamma } bezeichnet und ist dementsprechend definiert als die Änderung der Temperatur {\displaystyle T} in Bezug auf die zunehmende Tiefe {\displaystyle z}:
{\displaystyle \Gamma ={\frac {\mathrm {d} T}{\mathrm {d} z}}}

### Einheiten
Während die geothermische Tiefenstufe für gewöhnlich in Metern pro Grad Celsius bzw. Kelvin {\textstyle \left(\mathrm {\frac {m}{K}} \right)} angegeben wird, sind für den geothermischen Gradienten mehrere Einheiten üblich, so {\displaystyle \mathrm {\tfrac {K}{m}} }, {\displaystyle \mathrm {\tfrac {K}{km}} } und {\displaystyle \mathrm {\tfrac {mK}{m}} }.

### Werte
In den obersten 10–15 Metern wird die Bodentemperatur durch atmosphärische Faktoren, wie Sonneneinstrahlung, Luftkontakt und versickerndes Regenwasser bestimmt. Darunter bis in ca. 50 Meter Tiefe herrschen über das Jahr konstant etwa 10 °C. Unterhalb von 50 Metern beginnt der Bereich, der hauptsächlich durch den Wärmestrom aus dem Erdinneren bestimmt wird; eine Erwärmung um ein Kelvin erfolgt in diesem Teil der Kruste durchschnittlich alle 33 Meter bzw. alle 100 Meter steigt die Temperatur um etwa 3 Kelvin an:
{\displaystyle \mathrm {33\,{\frac {m}{K}}\;\,\mathrel {\widehat {=}} \;\,30\,{\frac {K}{km}}\,=\;30\,{\frac {mK}{m}}} }
Genauer schwanken geothermische Gradienten etwa in einem Bereich zwischen 27,8 K/km und 35,3 K/km, der weltweite mittlere geothermische Gradient liegt bei etwa 29,8 K/km. Der Temperaturgradient innerhalb der Lithosphäre variiert jedoch stark nach tektonischem Umfeld. In den zentralen Teilen der Kontinente ist das Gefälle am geringsten, während er an Plattengrenzen steigt, insbesondere an auseinander driftenden Platten. Lokal können die Gradienten daher stark von dem Mittelwert abweichen, so sind beispielsweise im Oberrheingraben Gradienten von 50 K/km bis 100 K/km möglich.
Für die geothermische Tiefenstufe gilt das Gleiche. In Grabenbrüchen ist die geothermische Tiefenstufe oft sehr gering (5,2 m/K bei Osek im Egergraben), während in tektonisch inaktiven Kratongebieten sehr hohe Werte erreicht werden (bis über 170 m/K in Südafrika).
Abweichungen von den Mittelwerten erklären sich aus dem geologischen Bau, der thermischen Leitfähigkeit der Gesteine und dem Vorhandensein von Wärmequellen (wie Magmakammern) im Untergrund.
Im Erdmantel fällt der geothermische Gradient drastisch ab, steigt an der Basis des Erdmantels wieder stark an und nimmt dann im Erdkern langsam zu.

## Zusammenhang zur Wärmeleitfähigkeit
Unter der Annahme einer konstanten Wärmestromdichte lässt sich der geothermische Gradient in Abhängigkeit von der Wärmeleitfähigkeit umformulieren:
{\displaystyle q_{z}=\lambda _{zz}{\frac {\mathrm {d} T}{\mathrm {d} z}}=\lambda _{zz}\Gamma }
Hierbei wird die Wärmestromdichte {\displaystyle q} nur in Richtung der Tiefe {\displaystyle z} betrachtet, {\displaystyle \lambda _{zz}} ist die Wärmeleitfähigkeit in Richtung der z-Achse, {\displaystyle T} die Temperatur in Kelvin und {\displaystyle \Gamma } steht für den geothermischen Gradienten.
Wenn die Wärmeleitfähigkeit steigt, verringert sich der geothermische Gradient, und umgekehrt. Der geothermische Gradient reagiert äußerst empfindlich auf Änderungen der Wärmeleitfähigkeit und somit auf Veränderungen der Gesteinszusammensetzung. Der geothermische Gradient ist daher kein Hilfsparameter zur Bestimmung der Wärmestromdichte, sondern ein eigenständiger Parameter, der wesentliche Informationen über das geothermische Feld liefert.

## Anwendung
Der geothermische Gradient ist z. B. für die Geothermie, aber auch für jede Art von Tiefbohrungen relevant. In vulkanisch aktiven Gebieten ist die Tiefenstufe besonders klein, d. h. der Temperaturgradient besonders groß, wobei es jedoch im Bereich von Subduktionszonen in größeren Tiefen auch zu einer Umkehrung des Temperaturgradienten kommen kann: Dort steigt die Temperatur nicht mit der Tiefe, sondern sie sinkt. Dies hängt damit zusammen, dass dort vergleichsweise kühle Oberflächengesteine in den Erdmantel gezogen werden.